# Sidasari (Sampang)
Sidasari is een bestuurslaag in het regentschap Cilacap van de provincie Midden-Java, Indonesië. Sidasari telt 3303 inwoners (volkstelling 2010).